# Шаховське
Ша́ховське (каз. Шахов) — село у складі Кизилжарського району Північноказахстанської області Казахстану. Входить до складу Прибрежного сільського округу, раніше було центром і єдиним населеним пунктом Шаховської сільської ради.
Населення — 740 осіб (2021; 856 у 2009, 1191 у 1999, 1216 у 1989).
Національний склад станом на 1989 рік:
- казахи — 42 %
- росіяни — 31 %.